# Mondsee (oraș)

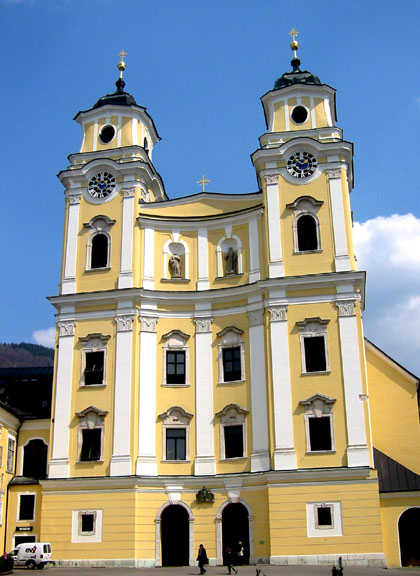
Biserica fostei abaţii din Mondsee, locul filmării din Sunetul muzicii

Mondsee este un oraș în districtul Vöcklabruck din Austria Superioară, situat pe malul lacului Mondsee. Lungimea sa de la nord la sud este 9.5 km, iar lățimea de la est la vest este 7.7 km. Biserica fostei abații a fost folosită ca loc al nunții din filmul Sunetul muzicii.

## Patrimoniul Mondial UNESCO
Aici se află una sau mai multe așezări preistorice formate din locuințe lacustre (sau case pe piloni) care fac parte din Locuințele lacustre preistorice din Alpi incluse în Patrimoniul Mondial UNESCO.

## Comunități învecinate
- Unterach am Attersee
- Tiefgraben
- Innerschwand
- Sankt Lorenz

## Imagini

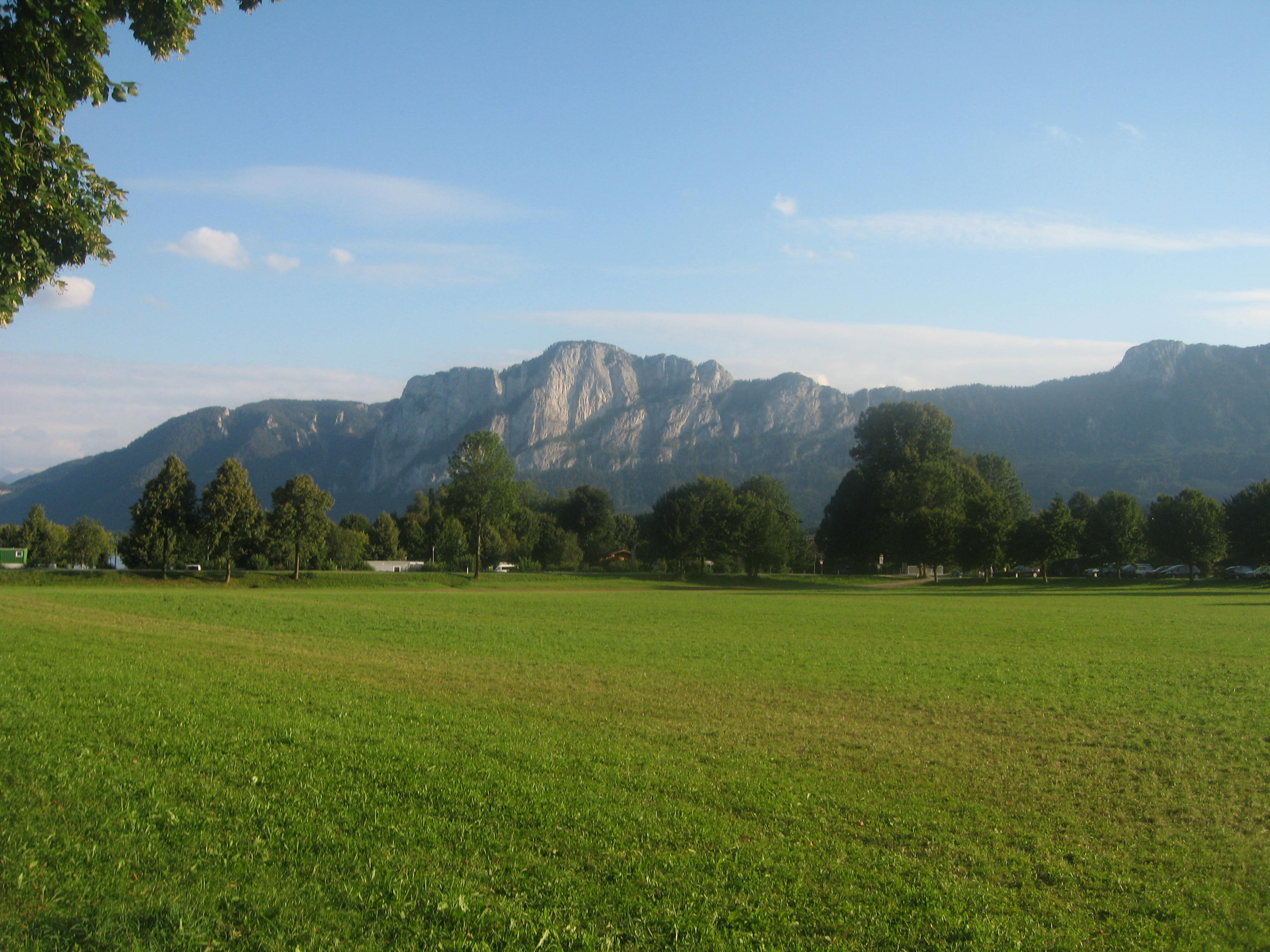
Muntele Drachenwand văzut din Mondsee
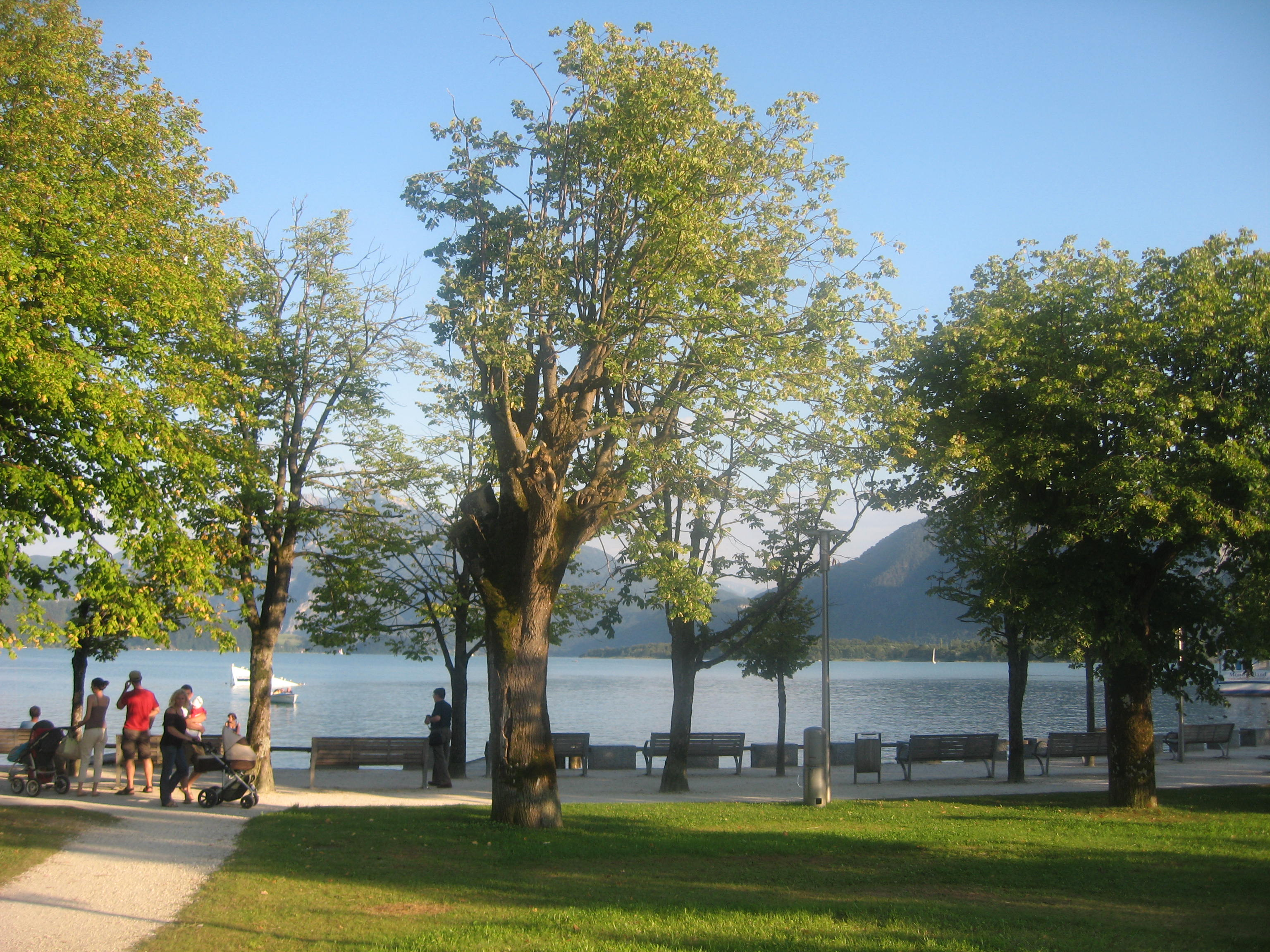
Promenada lacului Mondsee
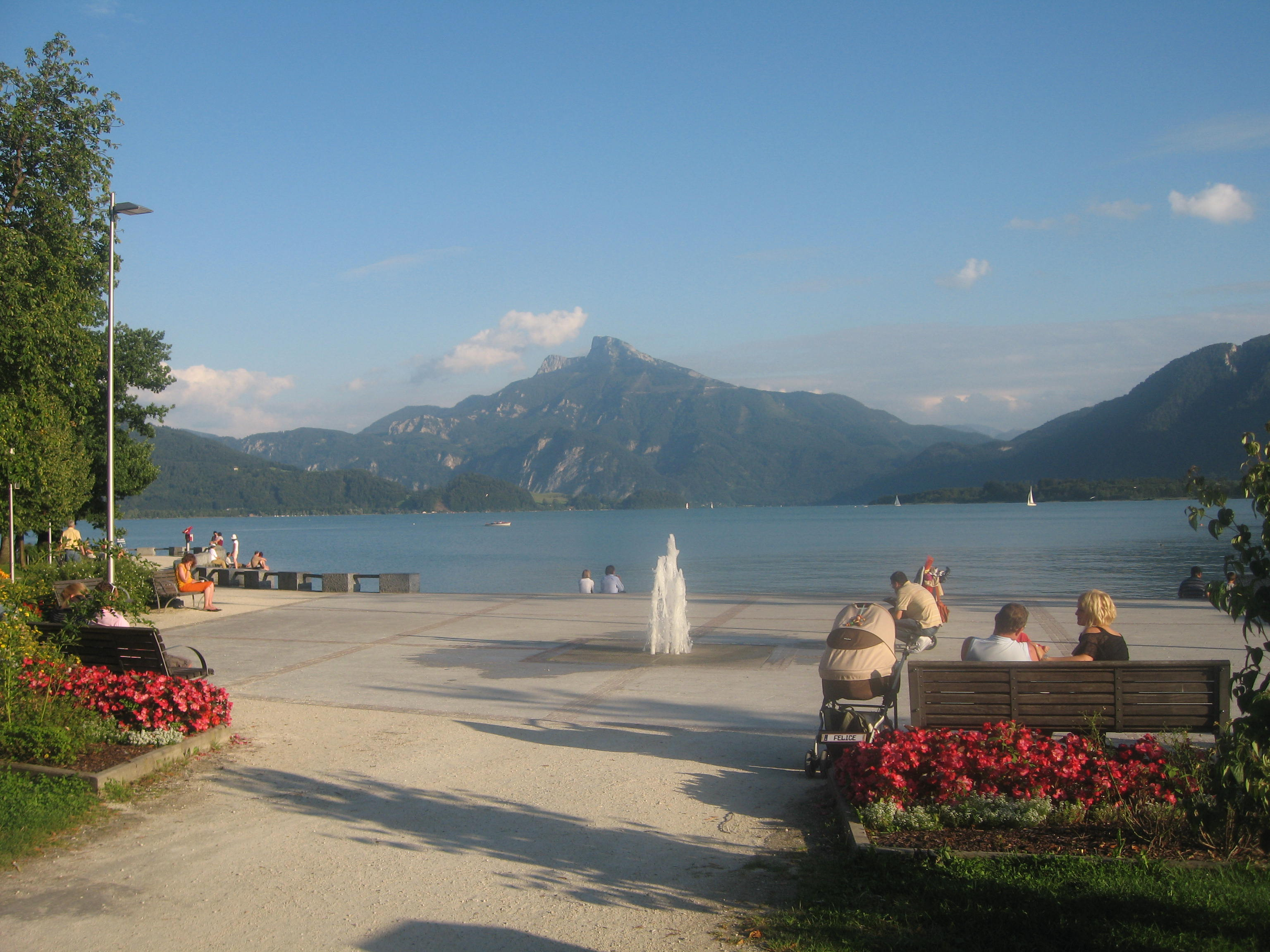
Promenada lacului Mondsee cu muntele Schafberg în fundal
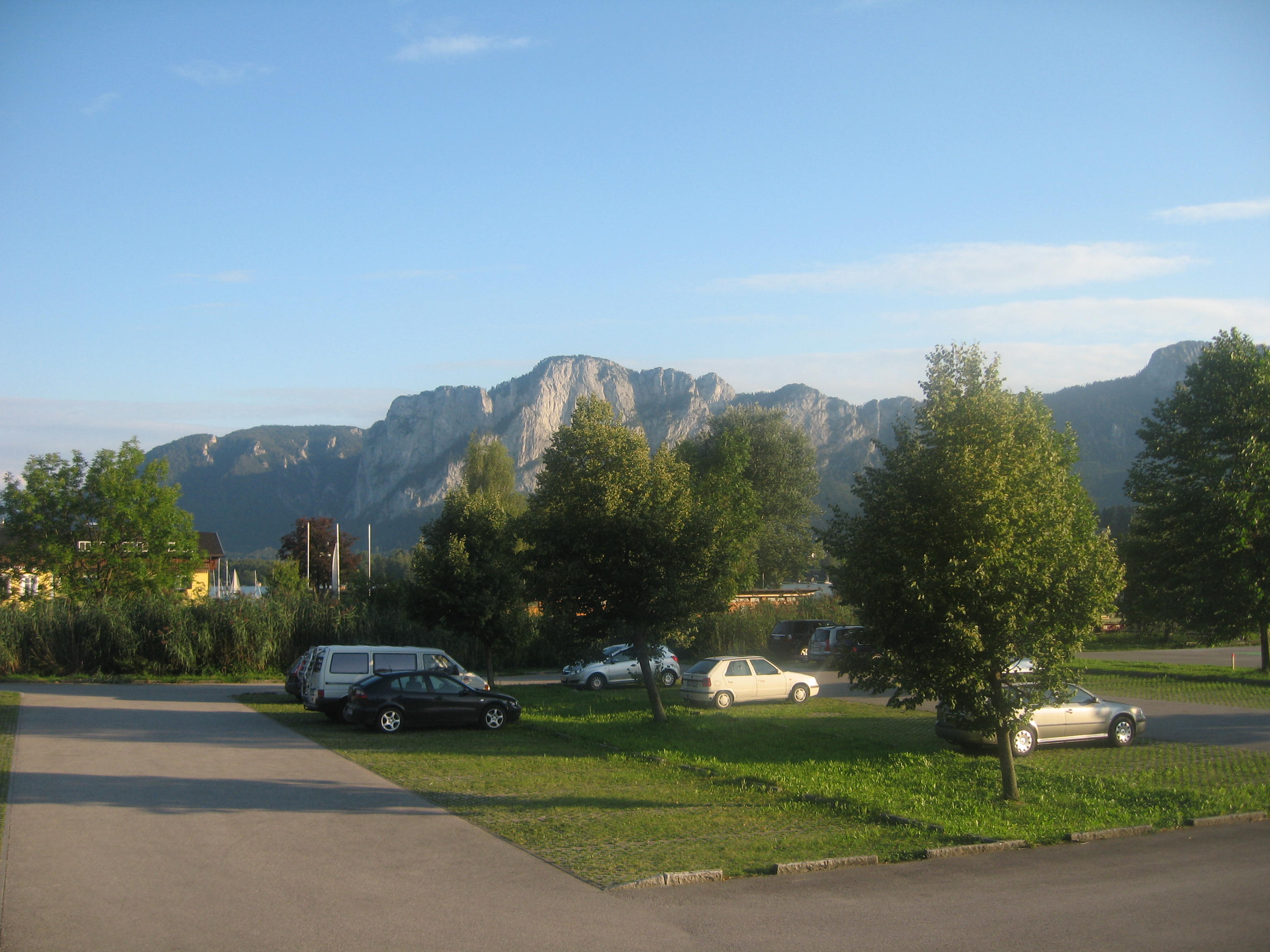
Parcare din Mondsee cu muntele Drachenwand în fundal
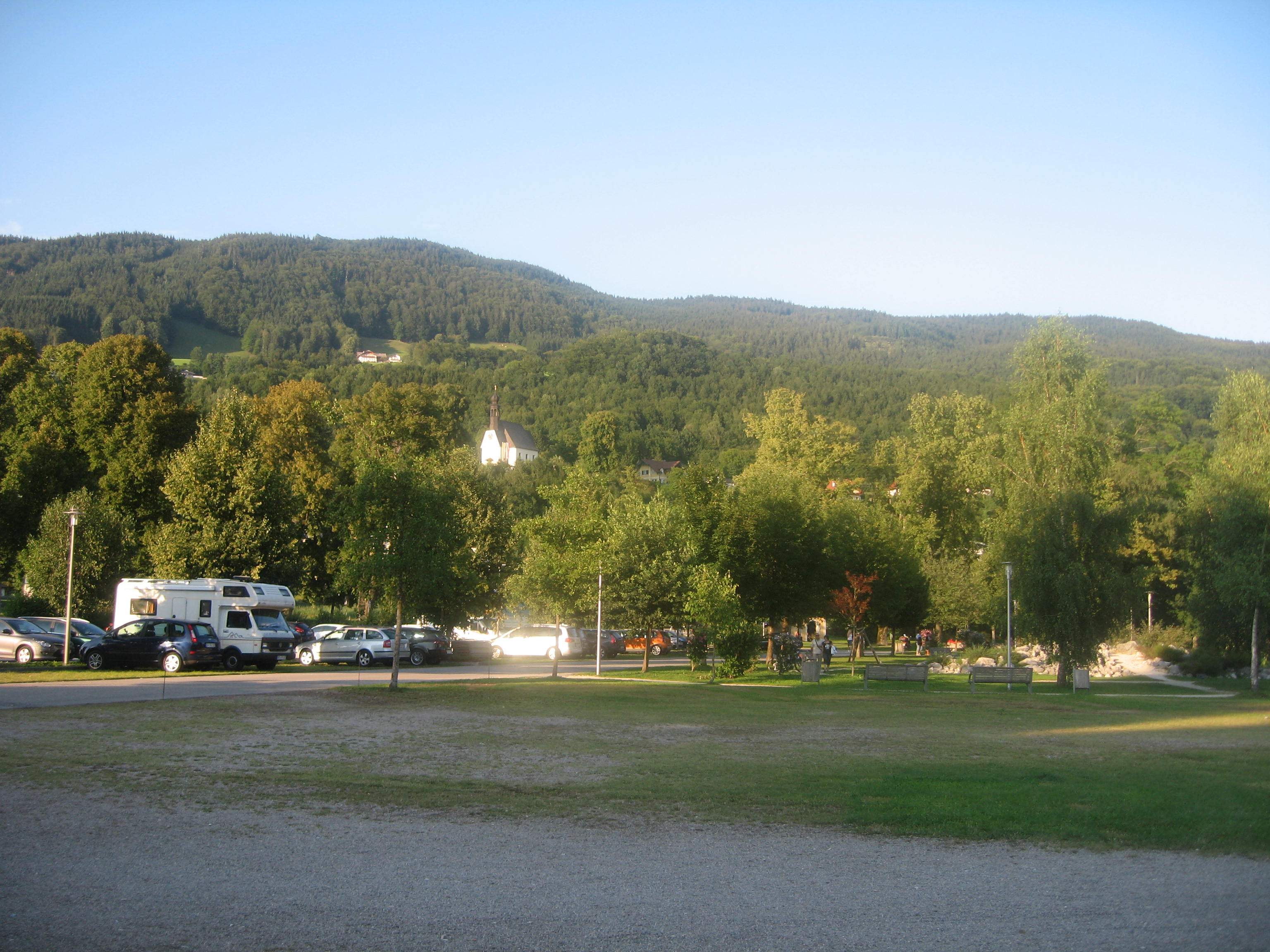
Imagine din Mondsee
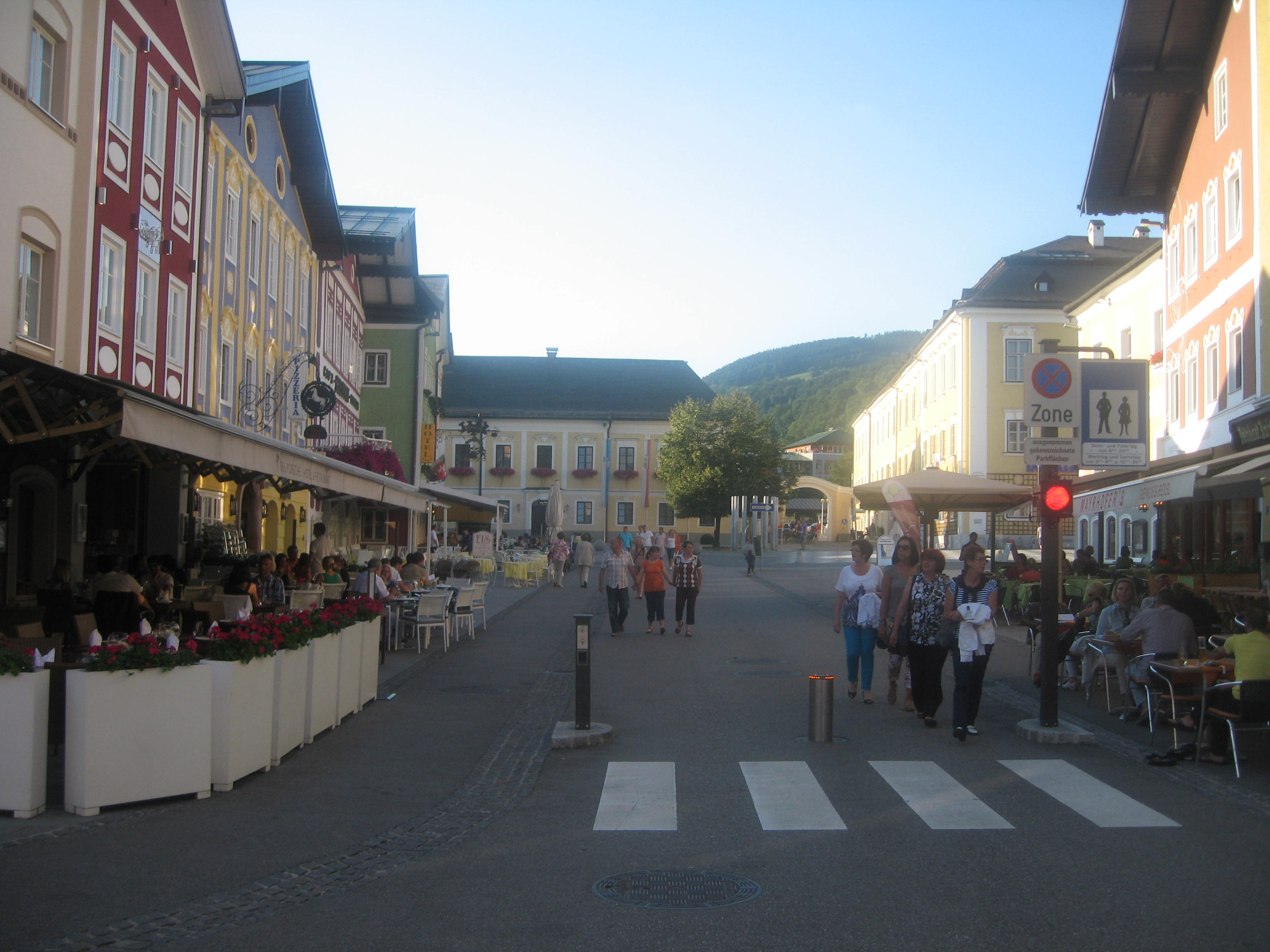
Stradă centrală din Mondsee
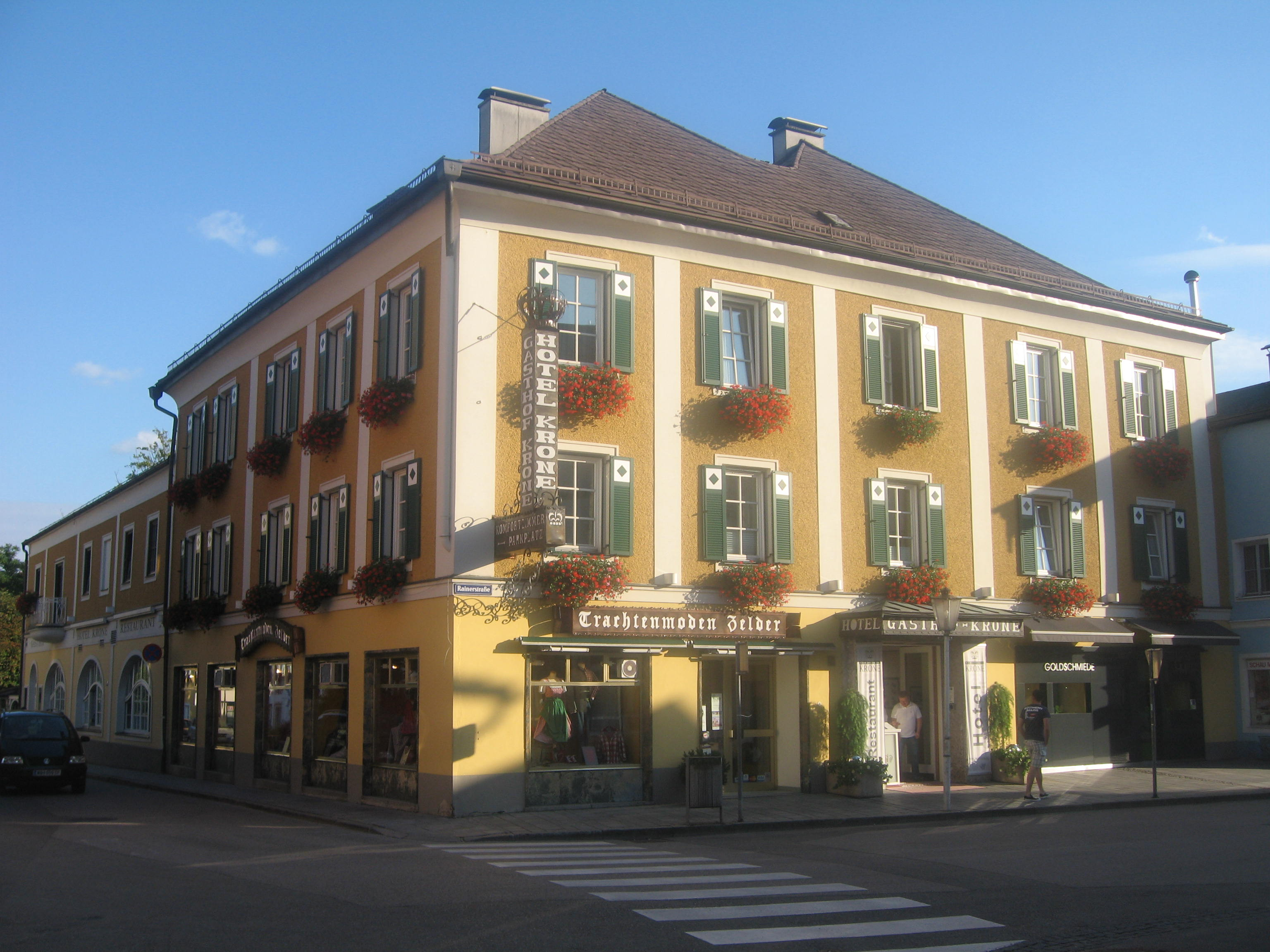
Hotel cochet din Mondsee
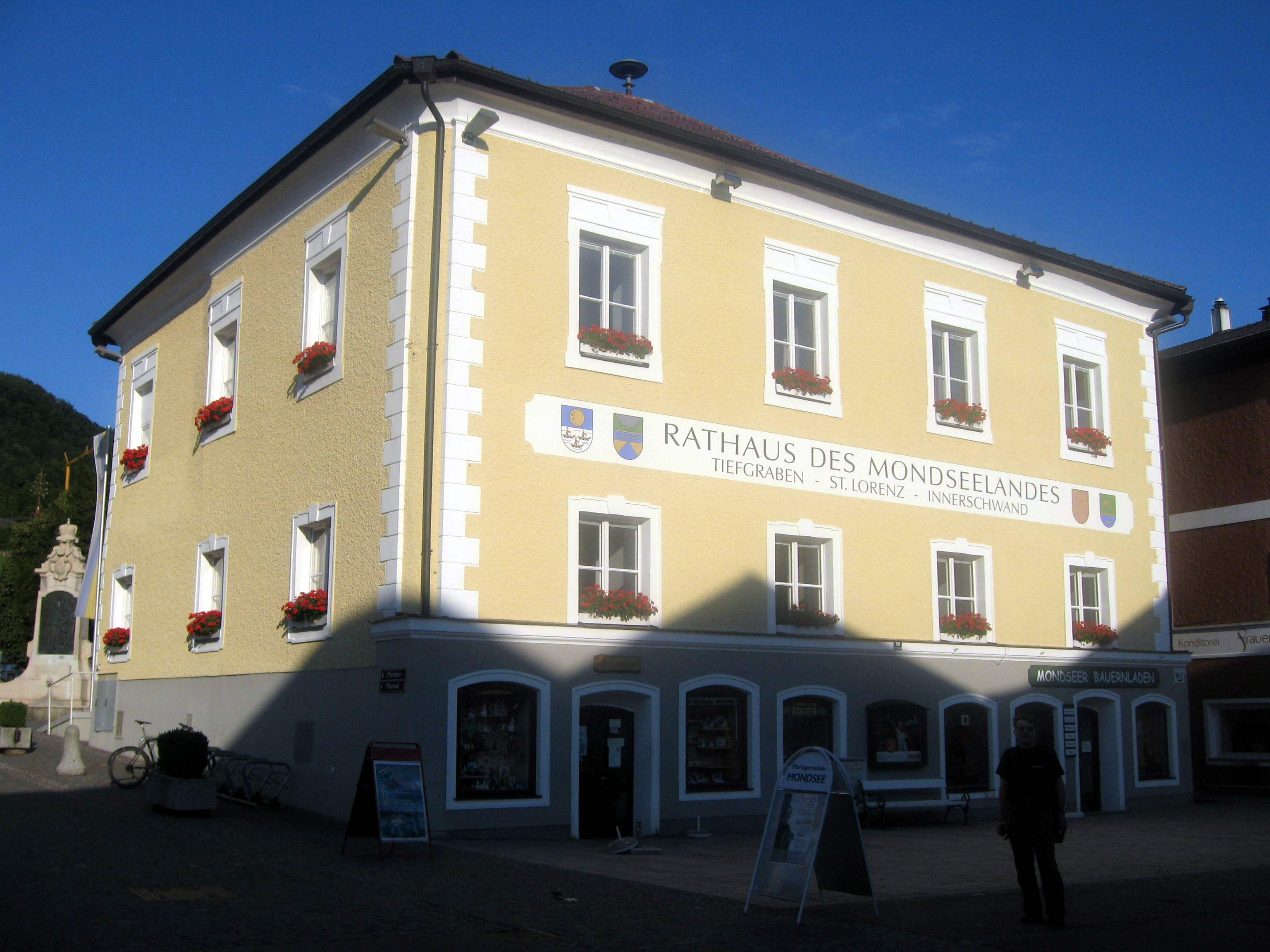
Rathaus des Mondseelandes